# Valeriu Cosarciuc
Valeriu Cosarciuc (n. 24 noiembrie 1955, satul Clocușna, raionul Ocnița) este un om politic din Republica Moldova, care a deținut funcția de vice-prim-ministru în Guvernul Dumitru Braghiș (1999-2001).

## Biografie
Valeriu Cosarciuc s-a născut la data de 24 noiembrie 1955 în satul Clocușna (raionul Ocnița). A efectuat studii în perioada 1972-1977 la Institutul Politehnic din Chișinău (actualmente Universitatea Tehnică), obținând diploma de inginer specializat în tehnologia construcției de mașini, strunguri și instrumente.
După absolvirea Facultății, s-a angajat în anul 1977, la AȘP „Microprovod” din orașul Chișinău, în calitate de inginer-tehnolog. Din anul 1980 a fost transferat în funcția de șef al grupului tehnologic la AP „Moldselmaș” din orașul Bălți, fiind avansat în 1986 în postul de tehnolog principal. Între anii 1989-1995 a ocupat funcția de director al Uzinei „Agroteh” din cadrul „Moldselmaș”, iar din 1995 a fost ales președinte al Consiliului de conducere al SA „Moldagrotehnica”, având ca sarcină asigurarea activității economico-financiare efective și dezvoltarea întreprinderii. În acest timp, a studiat și la Academia Economiei Naționale din Moscova (1990-1992).
În perioada 21 decembrie 1999 - 19 aprilie 2001, Valeriu Cosarciuc a deținut funcția de viceprim-ministru în Guvernul Dumitru Braghiș, coordonând activitățile guvernului în domeniul industriei, energeticii, agriculturii, comunicațiilor și mediului. La alegerile parlamentare preliminare din 25 februarie 2001, a fost ales deputat pe lista „Alianței Braghiș”, ocupând funcția de vicepreședinte al Comisiei pentru economie, industrie, buget și finanțe.
Este reales ca deputat pe listele partidului Blocul electoral Moldova Democrată la alegerile parlamentare din 6 martie 2005, devenind președinte al Comisiei pentru agricultură și industrie alimentară a Parlamentului.
În perioada 23 aprilie 2001 - 25 august 2005 și din 23 ianuarie 2006 este reprezentant al Republicii Moldova la Adunarea Parlamentară a Consiliului Europei. Vorbește limba engleză. Este căsătorit și are un fiu.